# Глобальна фінансова криза 2020 року
Глобальна фінансова криза 2020 року — глибока фінансова криза, найгірша криза з часів Великої депресії і 2008 року, яка перебуває в активній фазі станом на жовтень 2020-го. Криза почала проявлятись у лютому і березні, а згодом і у квітні, 2020 року під час падіння світового фондового ринку. Поштовхом до падіння став коронавірус SARS-CoV-2, що вразив Китай, а потім і решту світу.
У січні 2020 року голова МВФ Крісталіна Георгієва заявила, що світ чекає нова Велика депресія, оскільки спостерігається тренд, подібний до ситуації 1920-х років, які закінчилися крахом ринків в 1929 році.
За даними Всесвітньої ради з туризму і подорожів (WTTC) (станом на кінець лютого 2020) втрати тільки туристичної галузі складуть близько 22 млрд дол., найбільше постраждає Китай, де туризм складає 11 % економіки. За прогнозами Bloomberg (на 7 березня 2020) збитки світової економіки можуть сягнути 2 трлн дол. За прогнозами JPMorgan (на 15 березня 2020) економіка США може скоротитися на 2 % у першому кварталі та на 3 % у другому, а економіка єврозони може скоротитися на 1,8 % і 3,3 % в ті ж періоди. За прогнозами Bloomberg (на 9 квітня 2020) збитки світової економіки можуть сягнути 5 трлн дол.
До 23 квітня вісімдесят країн світу звернулися до МВФ за економічною допомогою, щоб уникнути дефолту.
6 травня Єврокомісія повідомила, що очікує на спад ВВП єврозони на 7,75 % у 2020 році. Найбільше зниження буде в Греції (9,7 %), Італії (9,5 %) та Іспанії (9,4 %).

## Хронологія

### Падіння цін на нафту
9 березня різко впала ціна на нафту через відмову Росії зменшувати її видобуток. Саудівська Аравія на знак протесту проти такої позиції Росії обвалила ціну на нафту. Слідом за нею різко впали економічні індекси в усьому світі. Станом на 13 березня ціна на нафту все ще залишалася низькою — марки WTI та «Brent» торгуються на рівні відповідно 21,3 і 34,3 долара.
10 квітня більшість країн ОПЕК та Російська Федерація досягли домовленостей про скорочення видобутку нафти у травні-червні 2020 року на 10 млн барелів на добу. 20 квітня ціни на ф'ючерси на поставку нафти марок WTI та «Urals» на товарних біржах вперше в історії стали від'ємними.

### Чорний четвер
12 березня 2020 року фінансові ринки призупинили свою роботу через різке падіння курсу акцій. Падіння було найбільшим із 1987 року.

### За країнами

#### Аргентина
23 травня 2020 року Аргентина оголосила дефолт. Країна не змогла вчасно заплатити за борговими зобов'язаннями на фоні пандемії. Попередній дефолт був у 2014 році, у 2020 році це вже 9 дефолт в історії країни.

#### Бразилія
9 і 11 березня ринки Бразилії обвалилися.
Із середини квітня в Бразилії кількість нових інфікованих різко збільшилася, станом на 24 квітня 2020 року Бразилія із 6,2 тисячами нових інфікованих входила до трійки лідерів за темпами поширення коронавірусної інфекції після США (35 тис.) та попереду Росії (5,9 тис.) нових інфікованих. Кількість інфікованих зросла до 59 тисяч.

#### Велика Британія
Станом на 28 лютого 2020 року індекс Лондонської фондової біржі опустився на 13 % з початку тижня. Сукупна вартість британських компаній впала на £200 млрд.
5 березня британська авіакомпанія Flybe оголосила про введення тимчасової адміністрації і припинення польотів, таким чином, фактично авіакомпанія стала банкрутом. Серед причин припинення діяльності компанії — коронавірусна пандемія.
28 березня — компанія OneWeb, яка займалась розробкою та запуском супутників зв'язку, оголосила про банкрутство через фінансову кризу, викликану пандемією коронавірусу.
На початку квітня уряд Великої Британії оголосив, що виділить до 5 % ВВП на відновлення економіки.
У кінці квітня Британія входила до 4 країн світу, які мають найбільше випадків інфікування коронавірусом і до 3 у Європі.
Через коронавірус у Британії бракує кілька десятків тисяч найманих працівників, які раніше приїздили зі Східної Європи на збір урожаю. Уряд оголосив про потребу у робітниках в сільському господарстві, залучаючи і студентів в тому числі, однак цього недостатньо. В інші роки на такі сезонні роботи приїздили до 30 000 робітників із бідніших країн Європи, у цьому році їх лише третина. МАУ скасувала свій рейс 29 квітня, оскільки українські держоргани заборонили вилітати. Британія організовує рейси із Румунії. Перший із 6 рейсів прибув ще 16 квітня. За оцінкою фермерів, їм потрібно 70 000 працівників.

#### Індія
В Індії в кінці весни кількість хворих різко зросла. Влітку Індія вийшла на 3 місце в світі, обігнавши всі країни, крім Бразилії, а потім і Бразилію.
17 вересня за одну добу в країні було виявлено 98 тис. інфікованих та більше 1000 летальних випадків, загальна кількість інфікованих сягнула 5,1 млн.
Станом на жовтень 2020 Індія із 7 млн інфікованих (за весь час) перебуває на другому місті у світі.

#### Іран
В Ірані наприкінці лютого кількість хворих різко зросла. У березні-квітні Іран входив до десятки країн світу, у яких була найбільша кількість інфікованих осіб, та за кількістю смертей. Так, станом на 23 березня кількість інфікованих зросла до 23 000, число загиблих досягло 1 685. У той же час дані щодо смертності можуть бути занижені вп'ятеро. Імпорт з країни впав в кілька разів, при тому, що ціна на нафту, один з головних чинників наповнення бюджету, теж сильно впала. Іран запросив вперше із 1979 року фінансову допомогу у розмірі 5 млрд доларів, в той же час принципово відмовився від медичної допомоги.

#### Іспанія
8 квітня 2020 року Іспанія за кількістю інфікованих обігнала Італію і вийшла на перше місце у Європі. На 27 квітня в Іспанії було 206 тис. інфікованих проти 197 тис. в Італії, проте в Італії померлих було більше — 26 тис., проти 23 в Іспанії.
За попередніми підрахунками станом на травень 2020 року економіка Іспанії втратить до 12 % ВВП.
У 2020 році держборг Іспанії зріс із 95 % (у 2019) до 117 %. Через пандемію країна збільшила свій борг у 2020 році на 112,4 млрд євро. Кожен громадян країни фактично має борг понад 27 900 євро, що перевищує середньорічну зарплату в Іспанії — 27 500 євро. Це найбільший (у процентному відношенні) борг країни із 1902 року, коли він складав 123,6 %.

#### Італія
У кінці лютого, після спалаху епідемії коронавірусу було скасовано багато відвідань Італії з туристичною метою. Було повідомлено про збитки 200 млн дол тільки через відміну бронювання італійських готелів у березні 2020.
9 березня 2020 року Уряд Італії поширює суворі заходи карантину проти коронавірусу, які включають заборону публічних зібрань, на всю територію країни, кількість хворих досягла 9 тис., кількість померлих 400 осіб, за цими показниками Італії посіла друге місце у світі після Китаю.
З початком дії карантину економіка Італії зазнала значних втрат — передусім авіація і логістика взагалі, туристичний бізнес, сфера обслуговування, призупинили роботу більшість заводів і фабрик. Були закриті освітні та культурні заклади, ресторани і кафе. Відкритими лишилися тільки продуктові магазини і аптеки.

#### Канада
Канада також постраждала від епідемії. На 22 березня в країні було зафіксовано 1336 хворих і 18 нещасних випадків.
19 березня 2020 року Air Canada скоротила половину персоналу. Звільнили 5100 із 10000 працівників. Скрочено і кількість маршрутів — замість 154 міжнародних та 62 внутрішніх рейсів виконуватиметься лише 19 і 40 відповідно.
На початку квітня уряд Канади оголосив, що виділить близько 4 % ВВП на відновлення економіки.

#### Китай
Призупинення роботи магазинів, фабрик і заводів у січні-лютому 2020. Так, наприклад, завод Tesla Inc. Гіга Шанхай (Гігафабрика 3) в Китаї призупинив роботу на тиждень. Презентації деяких нових смартфонів були або перенесені, або скасовані або проведені он-лайн.
28 лютого 2020 року мережа Starbucks відкрила 85 % своїх кав'ярень.
Китайський Індекс ділової активності (PMI) за лютий 2020 року впав до 35,7 пунктів проти 50 пунктів за підсумками січня.
16 березня 2020 року з'явилася інформація, що промислове виробництво в КНР зменшилося в січні-лютому на 13,5 %, а інвестиції в основний капітал — на 24,5 %. Це було найбільше падіння економіки за останні 30 років.

#### Ліван
7 березня 2020 року Ліван оголосив, що відмовляється платити за євробондами 9 березня, таким чином оголосивши про дефолт. Державний борг країни досяг розміру 170 % ВВП. Офіційний курс національної валюти на початку 2020 різко впав до 2500 ліванських фунтів за долар.

#### Німеччина
Найбільша німецька авіакомпанія Lufthansa повідомила, що скасувала 20 000 рейсів через коронавірус.
На початку квітня уряд Німеччини оголосив, що виділить близько 4 % ВВП на відновлення економіки.
Через коронавірус у Німеччині бракує кілька десятків тисяч найманих працівників, які раніше приїздили зі Східної Європи на збір урожаю.

#### Росія
Хоч епідемія коронавірусу дісталася до Росії значно пізніше, ніж, скажімо, до ЄС, але по Росії сильно вдарила низька ціна на нафту.
8 березня 2020 року Росія провалила переговори по нафті із Саудівською Аравією та ОПЕК. Ігор Сєчин (зі згоди Путіна) вирішив знизити ціну на нафту без згоди на те ОПЕК. Саудівська Аравія вийшла із колишніх договорів із Росією по нафті і різко знизила ціну на нафту, надаючи знижки у 8 дол. за барель. Нафта почала коштувати найдешевше із 1991 року. Через це рубль значно подешевшав на валютних біржах, та долар став коштувати 75 рублів, а євро — 85 рублів. Ціна на нафту обвалила також й індекси біржових торгів в усьому світі. Найбільше знизилися індекси США (−5 %), японський Nikkei 225 (−5 %) та австралійський S & P / ASX 200 (−7 %), Shanghai Composite впав на 3 %, впали також європейські індекси.
У 20-х числах березня міністр фінансів Росії Антон Сілуанов заявив, що економіку Росії чекає спад. В магазинах Росії почався дефіцит деяких товарів.
Із початку квітня, коли надходження валюти різко зменшилося через падіння цін на нафту, російський Центробанк дозволив вивозити російське золото за кордон і продавати там, щоб отримати валюту до держбюджету.
Після падіння цін на нафту (близько 15 дол. за барель на 24 квітня) «Deutsche Bank» спрогнозував, що Фонд добробуту РФ обнулиться за 2 роки. Деякі аналітики прогнозують ціну до −100 доларів за барель наприкінці травня через заповненність нафтосховищ.
24 квітня 2020 року Росія увійшла до трійки лідерів за темпами поширення коронавірусної інфекції після США (35 тис.) та Бразилії (6,2 тис.) із 5,9 тисячами нових інфікованих.

#### США
Кінець лютого 2020 — падіння курсу акцій провідних компаній країни. Індекс Dow Jones Industrial Average впав більш ніж на 12 % за тиждень із 24 по 28 лютого — це найбільше падіння із 2008 року. Через це сукупне багатство 500 найбагатших людей світу зменшилося на 444 мільярда доларів.
Джеф Безос, співзасновник корпорації Microsoft Білл Гейтс і голова LVMH Бернар Арно понесли найбільші збитки, їх сукупний статок скоротився на 30 мільярдів доларів. Ілон Маск втратив 9 млрд дол. 80 % мільярдерів із рейтингу Форбс зменшили свої статки.
20 березня Bank of America заявив, що економіка США почала падати.
26 березня США обігнали Китай і вийшли на перше місце за кількістю інфікованих, а 30 березня кількість інфікованих зросла до 150 000.
26 березня сенат виділив для підтримки економіки США 2,2 трлн дол. Це близько 11 % від ВВП — найбільше у процентному і в кількісному відношенні серед всіх країн світу.
7 квітня американським авіакомпаніям дозволили скоротити 90 % рейсів, аби зменшити збитки. США у квітні залишалися лідером за кількістю інфікованих, постійно очолюючи трійку країн, де найбільше інфікованих.
У лютому 2021 США повідомили, що за 2020 рік ВВП скоротився на 2,3 % до $20,93 трлн в доларовому вираженні. У квітні 2020 року безробіття у США виросло до 14 % і було більше 10 % ще три місяці.

#### Україна
Українська гривня почала падати із 9 березня 2020 року. Станом на 17 березня офіційний курс — 26,52 гривні за долар (до початку епідемії коштувала 24 гривень за долар). За 3 дні із 10 по 13 березня Національний банк України, щоб стабілізувати курс, продав майже мільярд доларів (981,6 млн дол. США). При цьому запаси НБУ складають 20 млрд дол., причому тільки за 2019 рік Нацбанк скупив 8 млрд доларів. На початку березня 2020 року було обговорення дефолту України. Ряд аналітиків і редакція Економічної правди проти дефолту.
Із 12 березня по 3 квітня в Україні ввели карантин. Із 16 березня закрили кордони, а 18 березня призупили приміські сполучення, авіасполучення. Пересуватися можна лише пішки або власним транспортом. Також кордони поки що лишили відкритими для українців, що повертаються в Україну та для вантажних перевезень. Вокзали із 18 березня зачинено. Укрзалізниця 17 березня збільшила кількість вагонів до наявних потягів, щоб всі охочі могли дістатися додому. Решту квитків можна повернути через каси.
16 березня Зеленський звернувся по допомогу до українських олігархів та до міжнародних фінансових інститутів.
17 березня Альфа-Банк (Україна) перестав продавати готівкові долари, проте продовжив скуповувати долари у населення Було закрито 45 відділень банку по Україні. НБУ рекомендував українцям купувати долар онлайн, оскільки в банках є 8 млрд безготівких доларів, але готівки практично немає. Україна скасувала пасажирське авіасполучення через коронавірус. 20 березня Нацбанк повідомив, що продав на міжбанківському валютному ринку близько 2 млрд доларів (але в той же час і купував, проте набагато меншою мірою).
За січень-березень в Україні обсяги промислового виробництва скоротилися на 5,1 %.
7 квітня міністр інфраструктури Владислав Криклій під час онлайн-зустрічі «European Business Association» повідомив, що відновлення авіатрафіку в Україні може зайняти два роки.
9 квітня Світовий банк дав прогноз, що падіння ВВП України складе 3,5 % у 2020 році Інвесткомпанія «Dragon Capital» передбачає скорочення ВВП у 2020 році на 4 % і девальвацію національної валюти до 30 грн за дол.
13 квітня Верховна Рада України ухвалила зміни до державного бюджету України на 2020 рік, необхідні для боротьби з коронавірусною хворобою і передбачають підвищення бюджетного дефіциту втричі.

#### Франція
17 березня уряд Франції оголосив, що чекає на падіння ВВП у 2020 році на рівні 1 %. Уряд збирається виділити для підтримки бізнесу 300 млрд євро.
6 квітня міністр економіки Франції Брюно Ле Мер повідомив, що у Франції буде спад економіки не менше 2 %, це найбільше з часів Другої світової війни.
8 квітня банк Франції оприлюднив інформацію, що ВВП Франції у І кварталі впав на 6 % — найгірший результат з 1945 року. Причому, в четвертому кварталі 2019 року ВВП теж впав на 0,1 %.
У середині квітня Франція увійшла у топ-5 країн світу та Європи за розповсюдженням коронавірусу за 3 параметрами: кількість інфікованих, кількість нових інфікованих та кількість жертв коронавірусу. У деякі дні вона входила і до трійки країн.
29 квітня кількість смертей склала 23 660 осіб, в тому числі 367 осіб за останні 24 години. Ця цифра нижча ніж попереднього дня, коли повідомлялося про 437 смертей. 27 484 людини госпіталізовані із симптомами хвороби. Серед них — 4387 пацієнтів у реанімації. З початку епідемії було госпіталізовано понад 90 000 осіб. Зареєстровано 1321 новий випадок, виписок з лікарні більше, ніж нових хворих. Загалом в країні було підтверджено 129 859 випадків захворювання коронавірусом. Кілька днів підряд епідемія йде на спад.
У кінці квітня у Франції зафіксували рекордне безробіття — найбільше із 1996 року. Подали на допомогу із безробіття 3,7 мільйона людей.
Air France відмовилася від використання найбільшого пасажирського літака на Землі — Airbus A380, замінивши його на Airbus А350. Раніше компанія планувала його використовувати до 2022 року, але через коронавірус відмовилася від нього. Останній політ А380 зробив 26 червня, а рішення про відмову від експлуатації було прийняте ще у березні.

#### Швейцарія
У Швейцарії вперше за 70 років скасували автосалон. Весною 2020 у Швейцарії було багато хворих на коронавірус, Швейцарія входила до топ-10 країн за кількістю інфікованих в Європі.
29 жовтня у Швейцарії було введено комендантську годину. Заклади громадського харчування не зможуть працювати з 23:00 до 6:00. Таке рішення було прийняте через ріск кількості хворих у вересні-жовтні. Станом на початок листопада
Швейцарія знову увійшла до топ-10 країн за кількістю інфікованих в Європі.

### Японія
Японські фондові ринки кілька разів переживали спад через коронавірус (в тому числі 27 січня 2020).
На початку квітня уряд Японії оголосив, що виділить до 7 % ВВП на відновлення економіки. Із 7 квітня в Японії оголосили надзвичайний стан.

## Падіння фінансових ринків
Протягом лютого і березня відбулося кілька великих падінь фінансових індексів по всьому світі. 9, 12 і 16 березня фондові ринки різко впали і тому тричі за березень (в ці дні) доводилося на 15 хвилин призупиняти торги на Нью-Йоркській фондовій біржі.

## Вихід з кризового становища
З початку березня 2020 року до кінця лютого 2021-го алюміній подорожчав на 24,7 %, вугілля — на 49,7 %, мідь — на 51,7 %, природний газ в Henry Hub — на 60,7 %, залізна руда — на 89,9 %, а нафта — на 94-104 % залежно від марки. Для такого стрибка не стало перешкодою навіть небувале падінням світової економіки на 3,5 %, яке досягало в єврозоні 6,8 % і обійшло стороною лише Китай, чий ВВП додав 2,3 %. Експерти провідних міжнародних агентств заговорили про початок світового «суперциклу» зростання сировинних цін, який можна порівняти з товарний бум 2000-х років .
Наприклад, аналітики JP Morgan звернули увагу на «сировинний суперцикл». Індекс CRB досягнувши мінімумів 1970-х років, під впливом інфляційного ефекту масованої емісії ( грошово-кредитна політика США)знову сигналізує ріст на ринку не тільки інвестиційних товарів, а й продовольства. Наприкінці 2020 — початку 2021 тренди тут практично в точності повторюють ріст в сфері енергоносіїв і металів: пшениця подорожчала на 31,7 %, цукор — на 38,5 %, а кукурудза — навіть на 67,1 %. Однак якщо трапиться нова хвиля підвищення цін на сировину, вона здатна принести не тільки позитивні, а й негативні наслідки для економік. У 2010—2011 роках підвищення цін на продовольство дестабілізувало багато режимів в усьому світі.

### США
Під час спаду 2020 року, спричиненого пандемією COVID-19, деякі коментатори очікували, що відновлення може не відбутися у V-форма, а буде схоже на форму емблеми свуш.
Влітку 2020 відомий економіст С. Роуч написав статтю «Подвійний спад. Як криза COVID-19 впливає на економіку США». Прогноз подвійної рецесії спирався на три міркування: історичні прецеденти, можливі вразливості в економіці (бо рівень зайнятості у сфері послуг та обсяги реального ВВП залишалися набагато нижче допандемічного піку), та ймовірність нового шоку (сплеск кількості інфікованих COVID-19 в листопаді, грудні і на початку січня, що привів до введення часткових карантинів майже в 75 % штатів США). Роуч стверджував, що підйом економіки — рекордний стрибок ВВП на 33 % в третьому кварталі 2020 року після настільки ж різкого спаду на 31 % у другому кварталі — ймовірно, зміниться новим обвалом, як це вже відбувалося в ході 8 з 11 попередніх рецесій після 1945 року. Через кілька місяців, із врахуванням того, що деякі економічні індикатори вказували вірність прогнозу, прогнозист назвав дату спаду — до середини 2021 року.
Однак замість нового обвалу, схоже настав економічний бум, кінця якому не видно. Зростання економіки США в першій половині 2021 року очікується майже на 10 % (у річному перерахунку). Шок виявилася короткостроковим з трьох причин: вакцини, людська природа і Байденоміка  :
--з прискоренням вакцинації американців рівень нових заражень COVID-19 впав до 26 % в порівнянні з січневими піковими значеннями. Це вказувало на більш ранню, ніж очікувалося, появу колективного імунітету і швидке закінчення пандемії.
-- по-друге, ігноруючи виникнення нових, небезпечних варіацій COVID-19, американці почали порушувати рекомендовані медичні обмеження.
-- по-третє, щедра бюджетна допомога: за прийнятим наприкінці 2020 року пакет стимулів в розмірі $ 900 млрд, в березні 2021 з'явився  План порятунку Америки , також пропонуються додаткові стимули в сфері інфраструктури на суму $ 2 трлн  План американських робочих місць.

### ЄС
Загальний бюджет на період 2021—2027 рр. складає 1,8 трлн євро, поєднуючи 1074,3 млрд євро з надзвичайним фондом оздоровлення в 750 млрд євро, відомого як фонд ЄС наступного покоління, на підтримку держав-членів, уражених пандемією COVID-19 .

## Авіаперевезення
Більшість авіакомпаній скоротили маршрути, звільнили працівників або й стали банкрутами.
Найбільша авікомпанія світу — «American Airlines» — наприкінці березня скоротила на 75 % міжнародний трафік і на 30 % (у травні) місцевий. «British Airways», найбільша британська авіакомпанія, оголосила, що відсторонить від роботи 36 тисяч працівників, це близько 80 % персоналу компанії.
Найбільший німецький аеропорт, Франкфурт-на-Майні, закрив 2 квітня один зі своїх двох пасажирських терміналів. 25 березня було закрито аеропорт Лондона «London City Airport», а з 31 березня закрився аеропорт Орлі в Парижі.
14 квітня 2020 лоукостер «Wizz Air» повідомив про скорочення штатів через пандемію коронавірусу. Компанія планує скоротити 1000 працівників, а також планує поступово, до кінця 2023 року, повернути 32 старих літаки лізингодавцям. Також буде скорочена зарплата на 14—22 %. Станом на квітень авіакомпанія працює лише на 3 % від об'ємів до пандемії. 21 квітня лоукостер «Norwegian» повідомив про банкрутство своїх 4 «дочок» у Швеції та Данії. Компанія скоротила 4705 працівників, зокрема 1571 пілотів та 3134 бортпровідників. Близько 700 пілотів та 1300 бортпровідників збережуть роботу, оскільки вони працевлаштовані в компаніях, які базуються в Норвегії, Франції та Італії.
За прогнозом Міжнародної асоціації повітряного транспорту (IATA), опублікованим наприкінці листопада 2020, авіакомпанії отримають збитків на 38 млрд дол. за 2020 рік. Ринок авіаперевезень вийде на рівень 2019 року лише десь в 2024 році.